# Loi sur l'eau et les milieux aquatiques
Lire en ligne

Texte de la loi

La loi sur l’eau et les milieux aquatiques (Lema) du 30 décembre 2006 est une loi française ayant pour fonction de transposer en droit français la directive cadre européenne numéro 60 sur l’eau d’octobre 2000, afin d'arriver aux objectifs qu'elle a posés, notamment :
- le bon état des eaux d’ici 2015 ;
- l'amélioration des conditions d’accès à l’eau pour tous ;
- plus de transparence au fonctionnement du service public de l’eau ;
- la rénovation de l’organisation de la pêche en eau douce.

## Publication
Cette loi a été promulguée le 30 décembre 2006 (Journal Officiel du 31 décembre 2006). Elle comprend 102 articles et réforme plusieurs codes (environnement, collectivités territoriales, santé, construction et habitat, rural, propriétés publiques…).

## Évolution conceptuelle
La loi apporte tout d’abord deux avancées conceptuelles majeures à la législation française : 
- la reconnaissance du droit à l’eau pour tous, dans la continuité de l’action internationale de la France dans ce domaine,
- la prise en compte de l’adaptation au changement climatique dans la gestion des ressources en eau.

## Principaux enjeux de la loi
Organisation institutionnelle
La loi rénove l'organisation institutionnelle, notamment les agences de l’eau et le Conseil supérieur de la pêche, dans le sens d’une meilleure efficacité.
Elle réforme les redevances des agences de l’eau, dans le sens d’une mise en conformité avec la Constitution, d’une déconcentration encadrée par le Parlement et d’une simplification. Elle conforte et légitime les comités de bassin à approuver les programmes d’intervention des agences et les taux de redevances.
Au niveau national, le conseil supérieur de la pêche est transformé en un Office national de l'eau et des milieux aquatiques chargé des études et recherches de portée générale et de l'évaluation. Il apportera un appui technique aux services centraux et déconcentrés de l'État ainsi qu’aux agences de l’eau et assurera en cas de besoin les solidarités inter-bassins, notamment l’outre-mer.
Lutte contre les pollutions diffuses
Elle propose la mise en place de plans d’action sous forme de mesures contre les pollutions diffuses, bénéficiant d'aide, et pouvant devenir obligatoires dans les secteurs sensibles que sont :
- les zones d’alimentation des captages d'eau potable ;
- les zones humides d’intérêt particulier ZHIP ;
- les zones d’érosion diffuse.

Elle donne les moyens d’assurer la traçabilité des ventes des produits phytosanitaires et des biocides et instaure un contrôle des pulvérisateurs utilisés pour l’application de ces produits. La taxe globale d’activité polluante sur les produits phytosanitaires est transformée en une redevance au profit des agences de l’eau prenant en compte l’écotoxicité de ces produits.
Reconquête de la qualité écologique des cours d’eau
Le respect du « bon état écologique » suppose que les milieux aquatiques soient entretenus en utilisant des techniques douces et que les continuités écologiques soient assurées tant pour les migrations des espèces amphihalines, que pour le transit sédimentaire. La loi a pour objectif de :
- stipuler  que le débit minimum imposé au droit des ouvrages hydrauliques soit adapté aux besoins écologiques et énergétiques et que leur mode de gestion permette d’atténuer les effets des éclusées ;
- donner les outils juridiques pour protéger les frayères, et précise les modalités de délimitation des eaux libres et des eaux closes ;
- permettre une gestion collective des prélèvements diffus pour l’irrigation par la mise en place de structures ad hoc prenant en charge la gestion de quotas d’eau ;
- assouplir les règles de composition et de fonctionnement des commissions locales de l’eau chargées d’élaborer les schémas d’aménagement et de gestion des eaux et de suivre leur mise en œuvre. Elle renforce également la portée juridique de ces schémas, les rendant ainsi plus opérationnels.

Renforcement de la police de l'eau
Elle unifie les outils issus de la législation sur la pêche et de la législation sur l'eau, de façon que les rivières soient traitées par un corpus réglementaire unique, en complément de l’ordonnance de simplification administrative du 18 juillet 2005 qu’elle ratifie.
Moyens pour les maires et les communautés d'agglomération
La loi donne des outils nouveaux aux maires et aux communautés d'agglomération pour gérer les services publics de l’eau et de l’assainissement dans la transparence. Ainsi, la loi permet de :
- accroître les compétences des communes en matière de contrôle et de réhabilitation des dispositifs d’assainissement non collectif ou des raccordements aux réseaux, ainsi que de contrôle des déversements dans les réseaux ;
- améliorer la transparence de la gestion des services d’eau et d’assainissement et facilite l’accès à l’eau et à l’assainissement de tous les usagers ;
- créer un fonds de garantie visant à couvrir les dommages imprévisibles pour les terres agricoles liés à l’épandage de boues d’épuration ;
- donner aux communes les moyens d’améliorer la maîtrise des eaux de ruissellement par la possibilité d’instituer une taxe locale spécifique ;
- instaurer un crédit d’impôt pour la récupération des eaux de pluie.

Organisation de la pêche en eau douce
Elle modernise l’organisation de l'activité et responsabilise les pêcheurs amateurs et professionnels dans la gestion de leur activité.

## Points saillants de la loi
Préservation des milieux aquatiques
- L’autorisation d’installations hydrauliques est modifiée au plus tard en 2014 si leur fonctionnement ne permet pas la préservation des poissons migrateurs. Dans le même délai, ces ouvrages doivent, sauf exception respecter un débit réservé de 10 % du débit moyen (2,5 % aujourd’hui).

- Des obligations de respect de la connectivité écologique sont imposées aux ouvrages sur certains cours d’eau, pouvant éventuellement conduire à l'interdiction d'implanter des ouvrages.

- Des tranches d’eau peuvent être réservées dans les ouvrages dédiés à d’autres usages, notamment hydroélectriques, pour le maintien des équilibres écologiques et la satisfaction des usages prioritaires (ex : eau potable).

- Les riverains ont l'obligation d’entretenir régulièrement les cours d’eau sans travaux néfastes pour les écosystèmes aquatiques et les collectivités locales ont la capacité de s’y substituer par le biais d’opérations groupées par tronçons de cours d’eau.

- La délimitation des eaux libres et des eaux closes sera prise en tenant compte des conditions de circulation des poissons.

- La destruction des frayères est qualifiée de délit et le tribunal peut ordonner la remise en état du milieu aquatique et la publication du jugement. Leur définition et leur identification seront précisées par décret.

- La vente et l’achat de poissons braconnés sont punis de 3 750 euros, amende portée à 22 500 euros lorsqu’il s’agit d’espèces protégées.

- L’accès des piétons aux berges des cours d’eau domaniaux est facilité.

- Un régime de transaction est institué pour les infractions à la police de l’eau sous le contrôle du procureur de la république.

- La réglementation du stationnement ou de l’abandon des péniches sur le domaine public fluvial est renforcée.

Gestion quantitative
- La répartition des volumes d’eau d’irrigation est confiée à un organisme unique pour le compte de l’ensemble des préleveurs dans les périmètres où un déséquilibre existe entre le besoin et la ressource.

- La modification de certaines pratiques agricoles peut être rendue obligatoire dans des zones de sauvegarde quantitative, en amont des captages d’eau potable.

- Lorsqu’un ouvrage hydraulique présente des risques pour la sécurité publique, une étude de dangers doit être faite et l’interdiction d’aménager des terrains de camping ou de stationnement de caravanes peut être prononcée.

Préservation et restauration de la qualité des eaux
- Les distributeurs de produits antiparasitaires doivent tenir un registre sur les quantités mises sur le marché.

- Les matériels de pulvérisation des produits antiparasitaires sont soumis à un contrôle périodique obligatoire.

- La modification de certaines pratiques agricoles peut être rendue obligatoire en amont des prises de captage et de certaines zones à protéger.

Qualité des eaux marines et littorales
- Les communes doivent fixer la durée de la saison balnéaire, recenser leurs eaux de baignade et les sources possibles de leur pollution et assurer l’information régulière du public.

- Le juge peut confisquer les navires en infraction avec la réglementation de la pêche.

- Les sanctions liées à la pêche illicite dans les terres australes sont aggravées.

- Les navires de plaisance et les établissements flottants recevant du public doivent être équipés d’installations de récupération ou de traitement des eaux de toilette.

Assainissement
- Il est créé un fonds de garantie chargé d’indemniser les dommages causés par l’épandage des boues d'épuration urbaines.

- Les communes peuvent instaurer une taxe sur les surfaces imperméabilisées pour permettre de financer les travaux en matière d’assainissement pluvial.

- Un crédit d’impôt est créé pour les équipements de récupération et de traitement des eaux pluviales.

- Les particuliers doivent effectuer un entretien régulier de leur installation d’assainissement non collectif et les communes doivent assurer le contrôle des installations (cf. Service public d'assainissement non collectif).

- Les communes qui le souhaitent peuvent participer à la construction, la rénovation et l'entretien des installations des particuliers qui le demandent, via le SPANC.

Prix de l’eau
- Pour les abonnés domestiques, les cautions solidaires et les dépôts de garantie sont interdits. Le remboursement des dépôts de garantie interviendra dans les 3 ans.

- Le principe est que la tarification doit tenir compte du volume d'eau consommé mais les tarifications progressives ou dégressives sont rendues possibles.

- Dans les communes à forte variation saisonnière de population, la tarification peut varier au cours de l’année.

- La part fixe du prix de l’eau sera encadrée selon des modalités fixées par arrêté.

- Le financement et la transparence des services publics de l’eau et de l’assainissement sont améliorés. Une instance nationale consultative sur les services d’eau et d’assainissement est créée au sein du comité national de l’eau.

- Il est mis fin à la fourniture gratuite d’eau à des administrations ou des bâtiments publics (à l'exception de la lutte contre les incendies).

Aménagement et gestion des eaux
Les schémas d’aménagement et de gestion des eaux (SAGE) sont opposables au tiers.
Agences de l’eau
- Elles financeront à hauteur de 14 Milliards d’euros pour les 6 prochaines années des actions liées au milieu et aux usages. Au moins un milliard d’euros sera consacré à la solidarité envers les communes rurales.

- Les redevances sont modulées en fonction des enjeux et des investissements.

- La taxe piscicole est remplacée par une redevance pour la protection du milieu aquatique payée par les pêcheurs.

Office national de l’eau et des milieux aquatiques
Un Office national de l’eau et des milieux aquatiques (ONEMA) se substitue au Conseil supérieur de la pêche (CSP), pour renforcer la surveillance des cours d’eau sur le terrain, bâtir un pôle national d’étude et d’expertise et mettre en place un véritable système d'information sur l’eau et les milieux aquatiques ainsi que sur les performances des services publics de l’eau et de l’assainissement.
Organisation de la pêche en eau douce
Une fédération nationale de la pêche en eau douce est créée ainsi qu’un comité national de la pêche professionnelle en eau douce.